# 五教館
五教館（ごこうかん）は、大村藩の藩校。九州では最も早く設立された藩校である。現在は長崎県立大村高等学校。

## 概要
寛文10年（1670年）、四代藩主大村純長が、玖島城内桜馬場に藩校を創立した。創立時の名称は集義館であったが、九州地方では最も早く、全国でも七番目の藩校創立であった。元禄7年（1679年）に静寿園と改称され、さらに 寛政2年（1790年）2月15日（旧暦）、九代藩主大村純鎮（おおむらすみやす）が、五教館と改称した。五教館の名称は「君臣義あり、父子親あり、夫婦別あり、長幼序あり、朋友信あり」の五倫道を、教育の綱領としたことに由来する。このとき、演武場として治振軒も設立された。
天保2年（1831年）、十代藩主大村純昌が 本小路に校舎を新築し移転。御成門は現存し、長崎県指定史跡となっている。
家老・用人各一名が館を総括し、その下に学長である祭酒がおかれた。祭酒の下に二名の学頭、五名の監察などが続いた。元治元年（1864年）、祭酒・学頭はそれぞれ教授・助教と改名された。
幕末には五教館の名は全国に知れ渡り、諸藩から100名余りが学びに来た。岩崎弥太郎もその一人であった。

## 逸話
文化9年（1812年）、当時の家老の隈鎮豊が五教館学生の不学を嘆き訴え、覚五ヶ条を五教館監察に授けた。

## 主な出身者
- 一瀬勇三郎 - 関西法律学校（現：関西大学）第4代校長、広島・函館控訴院長
- 岩崎小二郎 - 秋田県・滋賀県・大分県・福岡県知事、貴族院議員
- 楠本正隆 - 新潟県・東京府知事、第3～5代衆議院議長、元老院議官
- 熊野雄七 - 横浜バンドメンバー、明治学院大学創設者
- 長岡半太郎 - 物理学者、初代大阪帝国大学総長、帝国学士院長、貴族院議員
- 長與專齋 - 内務省衛生局長、東京医学校（現：東京大学医学部）校長、貴族院議員
- 松林飯山 - 儒学者
- 南鷹次郎 - 農学者、北海道帝国大学第2代総長・名誉教授
- 横山寅一郎 - 第2～4代長崎市長、衆議院議員
- 渡邊清 - 福岡県令、元老院議官、貴族院議員、福島県知事
- 渡邊昇 - 大阪府知事、元老院議官、会計検査院長、貴族院議員
- 橘公穀 - 大村藩東征軍半隊長のち小隊長、陸軍大尉、福岡師範学校初代校長
- 橘彪四郎 - 駒場農学校(東京大学農学部前身)卒、東山学院教頭、長崎私立英和学校校長、福井県立福井農学校校長